# احمد شفیق
سپهبد احمد محمد شفیق زکی (به عربی: أحمد محمد شفيق زكى) (زادهٔ ۲۵ نوامبر ۱۹۴۱) سیاست‌مدار و نظامی مصری است که از ۲۹ ژانویه ۲۰۱۱ تا ۳ مارس ۲۰۱۱ نخست‌وزیر این کشور بود. پیش از آن از سال ۲۰۰۲ وزیر هوانوردی و از سال ۱۹۹۶ تا ۲۰۰۲ فرماندهِ نیروی هوایی ارتش بود.
او در انتخابات ریاست جمهوری مصر نامزد شده و در رقابت با محمد مرسی با فاصله ای نزدیک شکست خورد.